# André Dunoyer de Segonzac
André Dunoyer de Segonzac (Boussy-Saint-Antoine, 6 luglio 1884 – Parigi, 17 settembre 1974) è stato un pittore, incisore e illustratore francese.

## Biografia
Dunoyer de Segonzac trascorse la sua infanzia a Boussy-Saint-Antoine e a Parigi. I suoi genitori volevano che frequentasse l'accademia militare di Saint-Cyr ma, riconoscendo il suo forte interesse per il disegno, accettarono di iscriverlo all'Accademia libera di Luc-Olivier Merson. Lo stile di insegnamento accademico di Merson però non si addiceva a Dunoyer de Segonzac che, dopo aver prestato servizio militare, studiò all'Académie de La Palette, il cui personale comprendeva Jacques-Émile Blanche (che avrebbe poi insegnato alla Palette con Jean Metzinger ed Henri Le Fauconnier). Tuttavia, il futuro artista rinunciò rapidamente a questo tipo di insegnamento per concentrarsi su un percorso di studi autonomo. De Segonzac dichiarerà in futuro che la sua carriera artistica ebbe inizio nel 1906.
La sua prima partecipazione al Salon d'Automne risale al 1908. L'anno successivo espose al Salon des Indépendants e per diversi anni partecipò regolarmente a entrambe le rassegne artistiche. Agli inizi degli anni dieci, Dunoyer de Segonzac divenne membro della Section d'Or. Fu inoltre uno dei modernisti ammessi all'Armory Show, che aprì a New York nel 1913, tenendo anche esibizioni future a Chicago e Boston.
Nel 1914, anno della sua prima mostra personale (che tenne alla Galerie Levesque di Parigi), Dunoyer de Segonzac fu arruolato per il servizio militare durante la prima guerra mondiale. Vide i combattimenti nella regione di Nancy e Bois-Le-Prêtre, prima di essere trasferito alla sezione pionieristica di camuffamento militare guidata da Guirand de Scévola. Tra il 1914 e il 1918, pubblicò ed esibì numerosi disegni di guerra, e alla fine del grande conflitto si aggiudicò la Croix de Guerre. Le sue esperienze militari esercitarono un'importante influenza nella sua arte. Egli imparò a maneggiare la tecnica dell'acquaforte nel 1919 che usò per illustrare il romanzo Le croci di legno (1921) di Roland Dorgelès. Dunoyer de Segonzac considerava la tecnica dell'incisione la più congeniale al suo stile di disegno istintivo, e con essa realizzò circa 1600 tavole lungo tutto l'arco della sua vita.
Nel 1947 pubblicò la sua serie di incisioni dedicata alle Georgiche di Virgilio. Secondo Anne Distel, capo curatore del Musée d'Orsay, «la perfezione tecnica e la nobiltà del tono (della serie di tavole), che portava il sigillo dell'originale, ma era permeato da un inesauribile lirismo, fanno di questo lavoro il capolavoro di Dunoyer de Segonzac. Deve essere inclusa in un elenco dei libri più meravigliosamente illustrati del ventesimo secolo.».
La qualità rarefatta delle sue incisioni andava in contrasto con le superfici densamente dipinte e il colore cupo dei suoi dipinti a olio, che riflettevano la sua ammirazione per Courbet e Cézanne. Le sue opere su tela includono paesaggi, nature morte e nudi. De Segonzac esercitò inoltre un'influenza significativa su altri artisti come Samuel Peploe. Prolifico tanto in qualità di pittore di oli e acquerelli quanto in qualità di stampatore fino alla fine della sua vita, Dunoyer de Segonzac morì a Parigi nel 1974 all'età di 90 anni. Egli era sposato con l'attrice Thérèse Dorny.